# Октавіо Алесі
Октавіо Алесі (10 грудня 1986) — венесуельський плавець.
Учасник Олімпійських Ігор 2008, 2012 років.